# Schwarza (Leitha)
Die Schwarza ist ein Fluss in Niederösterreich. Sie ist ein Quellfluss der Leitha.

## Geographie

### Verlauf

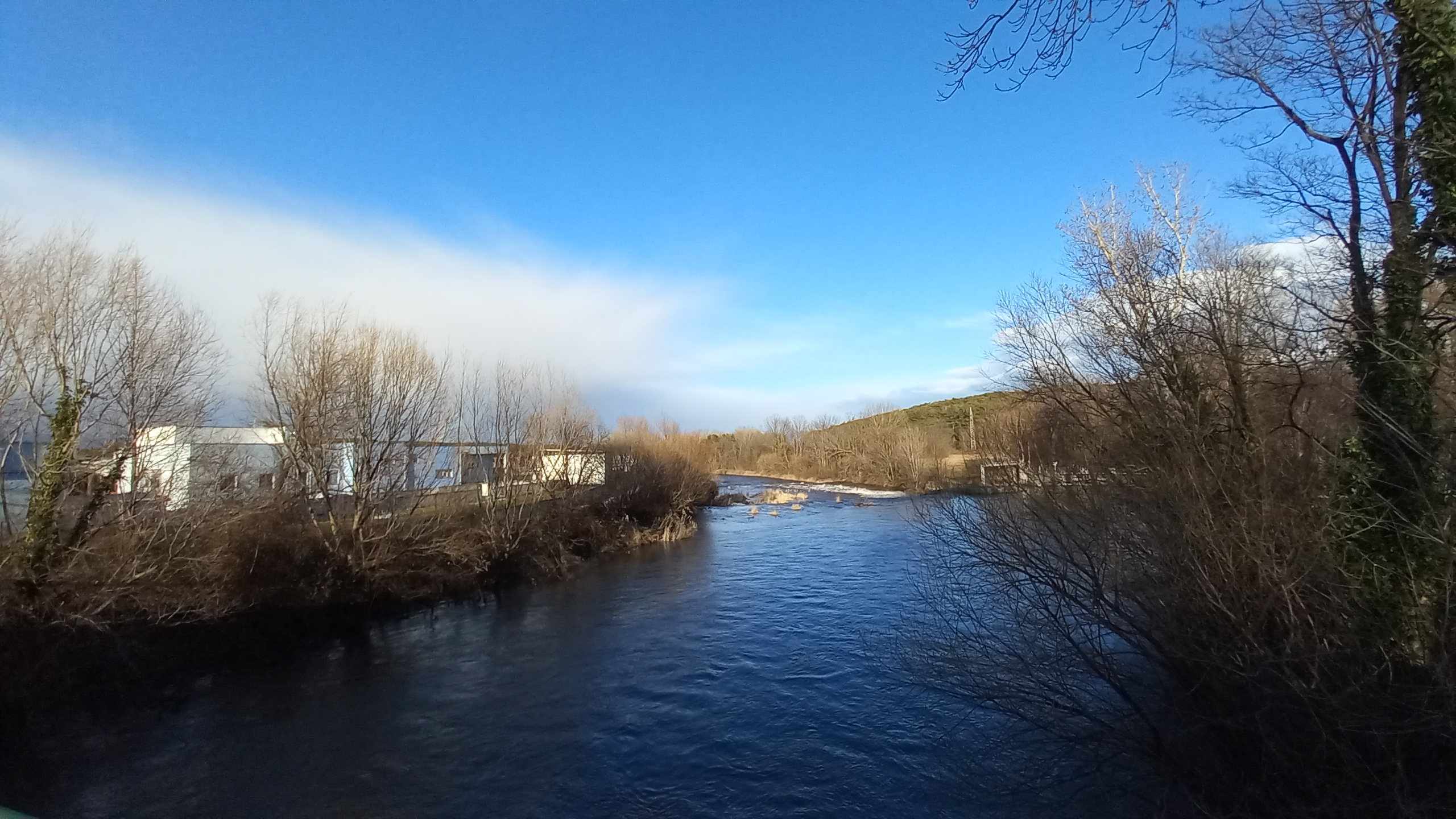
Die Schwarza in Ternitz

Sie fließt durch die niederösterreichischen Bezirke Wiener Neustadt-Land und Neunkirchen und entsteht
südlich der Kalten Kuchl im Tiefental im Gemeindegebiet Rohr im Gebirge durch den Zusammenfluss der Quellbäche Dürre Schwarza und Grüne Schwarza. Nach kurzem Lauf westwärts schwenkt sie in ihre obere Haupttalung, die Gegend. Ein Stück nach Schwarzau Markt fließt sie durch das Höllental, zwischen Rax- und Schneebergmassiv.
Bei Hirschwang erreicht sie ihren dicht besiedelten und stark regulierten Mittellauf, das eigentliche Schwarzatal, und geht südost-, dann nordostwärts über Reichenau und Gloggnitz nach Ternitz, wo sie in das Wiener Becken eintritt.
Im Unterlauf durchquert sie ostwärts die größeren Städte Ternitz und Neunkirchen und ist weitgehend kanalisiert. Die letzten Flusskilometer sind naturbelassen mit den Resten einer Flussaue, dann vereint sie sich bei Haderswörth in der Gemeinde Lanzenkirchen mit der von rechts (Süden) kommenden Pitten und bildet die Leitha. Ab Ternitz ist das Flussbett die meiste Zeit des Jahres aufgrund von Ausleitungen für Kleinwasserkraftwerke ausgetrocknet. Die Schwarzatal-Radroute verläuft von Lanzenkirchen nach Reichenau größtenteils entlang des Flusses.

### Zu den Quellen der Schwarza
Von alters her war es üblich, die Quellen der Schwarza am Rohrer Sattel zu sehen,
was eine Länge von 78 Kilometern ergäbe. Das liegt wohl daran, dass Rohr und Schwarzau seit dem 13. Jahrhundert zur Herrschaft, dann zum Landgericht Gutenstein gehörten und der „Rohrerberg“ der Zugang war – die Straße durch das Höllental war ein Fußsteig, der erst 1832 fahrbar gemacht wurde. Das vom Rohrer Sattel kommende Gerinne heißt heute Mausgraben.

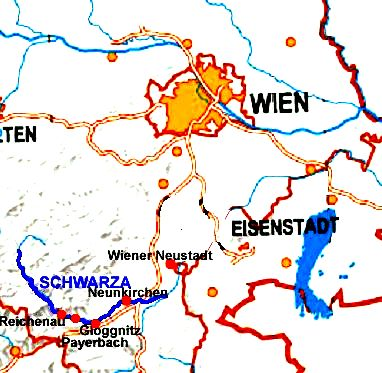
Plan der Schwarza mit dem historisch bezeichneten Quelllauf

Die Frage der Schwarzaquellen wurde aber schon im frühen 19. Jahrhundert diskutiert. So findet sich auch die Angabe, sie entstünde beim Dorf Rohr als Zusammenfluss von Klausbach und Zellenbach (Güttenberger gab die Quellen „am Fuß des Unter- und Winsaberges“, also Rainbach–Klausbach und Zellenbach vom Handlesberg in den Tälern nördlich und südlich des Rohrer Sattels), wohl, weil die Haupttalung, die Gegend, von Markt Schwarzau nach Dorf Rohr verläuft und die Ortslagen Zellenbach erst von Rohr taleinwärts liegen.
Gegeben wurden dann aber auch schon die Bäche in der Schwarzauer Trauch (drei Quellen an Trauchbach und im Wassertal, Pfarrer Mai um 1830).
In Folge verlegte man den Schwarzaursprung dann pragmatisch in den Raum Gschaiderwirt an der Rohr–Schwarzauer Gemeindegrenze, mit Zellenbach, Trauchbach und Paxbach als Quellläufe, oder nennt den Lauf im Tiefental Tiefentalerbach als Quellbach. Diese Benennung findet sich bis in das spätere 20. Jahrhundert.
Einer der ersten, der in etwa die Quellen im Sinne der aktuellen amtlichen Hydrographie nennt, ist ein Oberlehrer Schmatzberger um 1830: „die Grüne Schwarza in Naglreut und die Dürre Schwarza in Hochreit“. Zweiteres gilt bis heute, Ersteres, vom Fuß des Hegerbergs, wird als Bach von Werasöd geführt, die Grüne Schwarza kommt westlich vom Tettenhengst auf der anderen Seite von Hochreith.

## Hydrographie

### Charakter

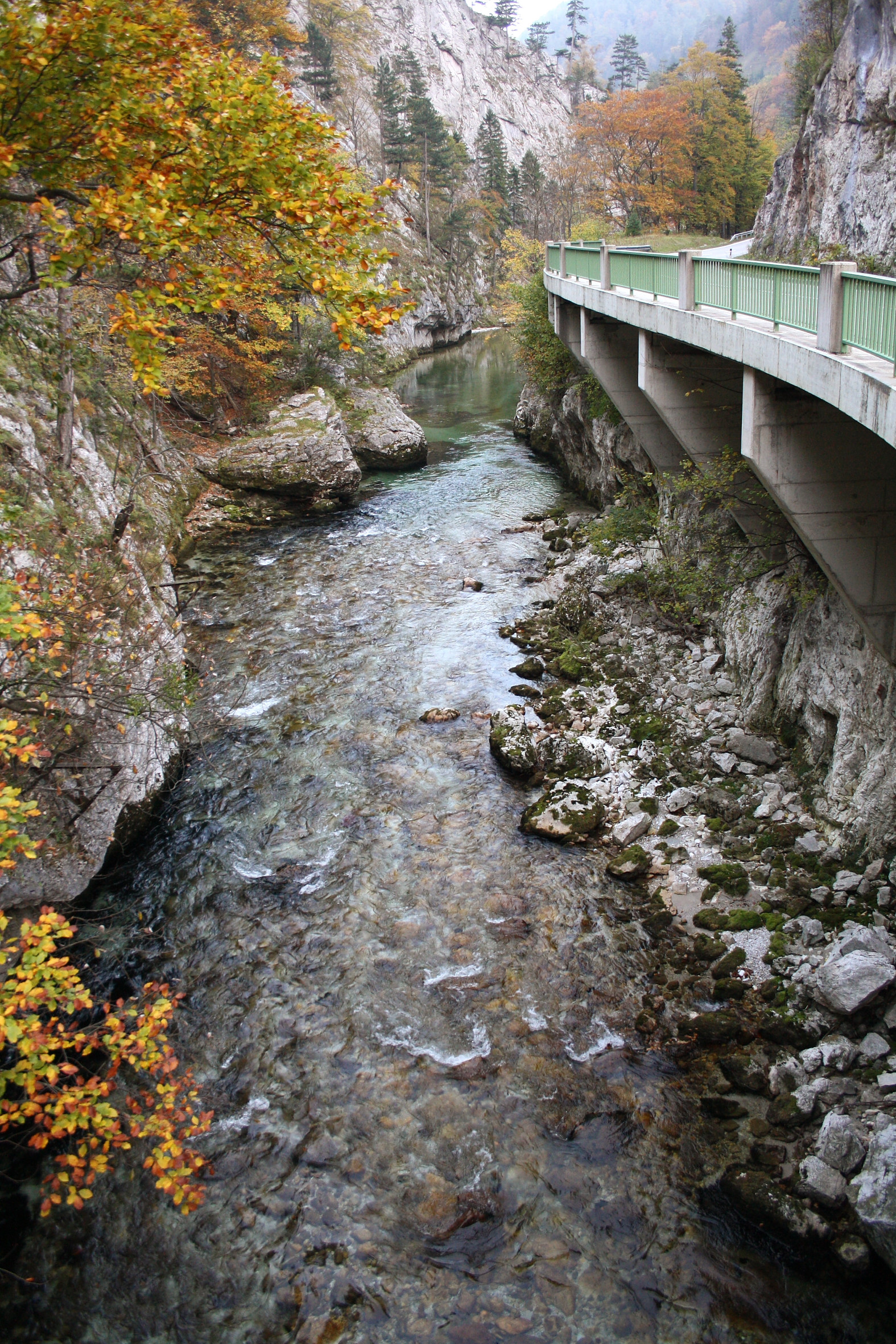
Die Schwarza bei der Hochsteg-Brücke zwischen dem Weichtalhaus und Kaiserbrunn

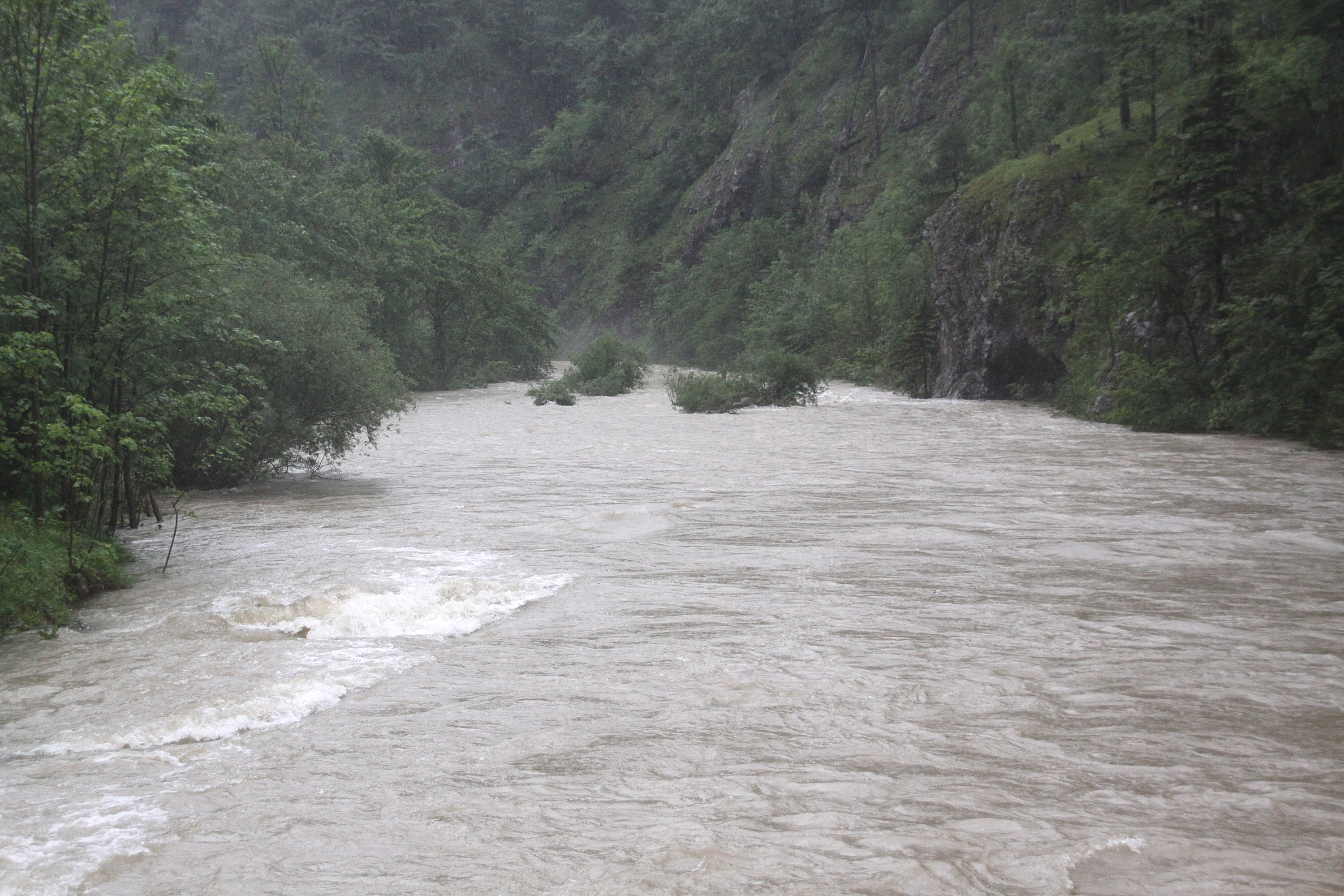
Hochwasser führende Schwarza im Höllental

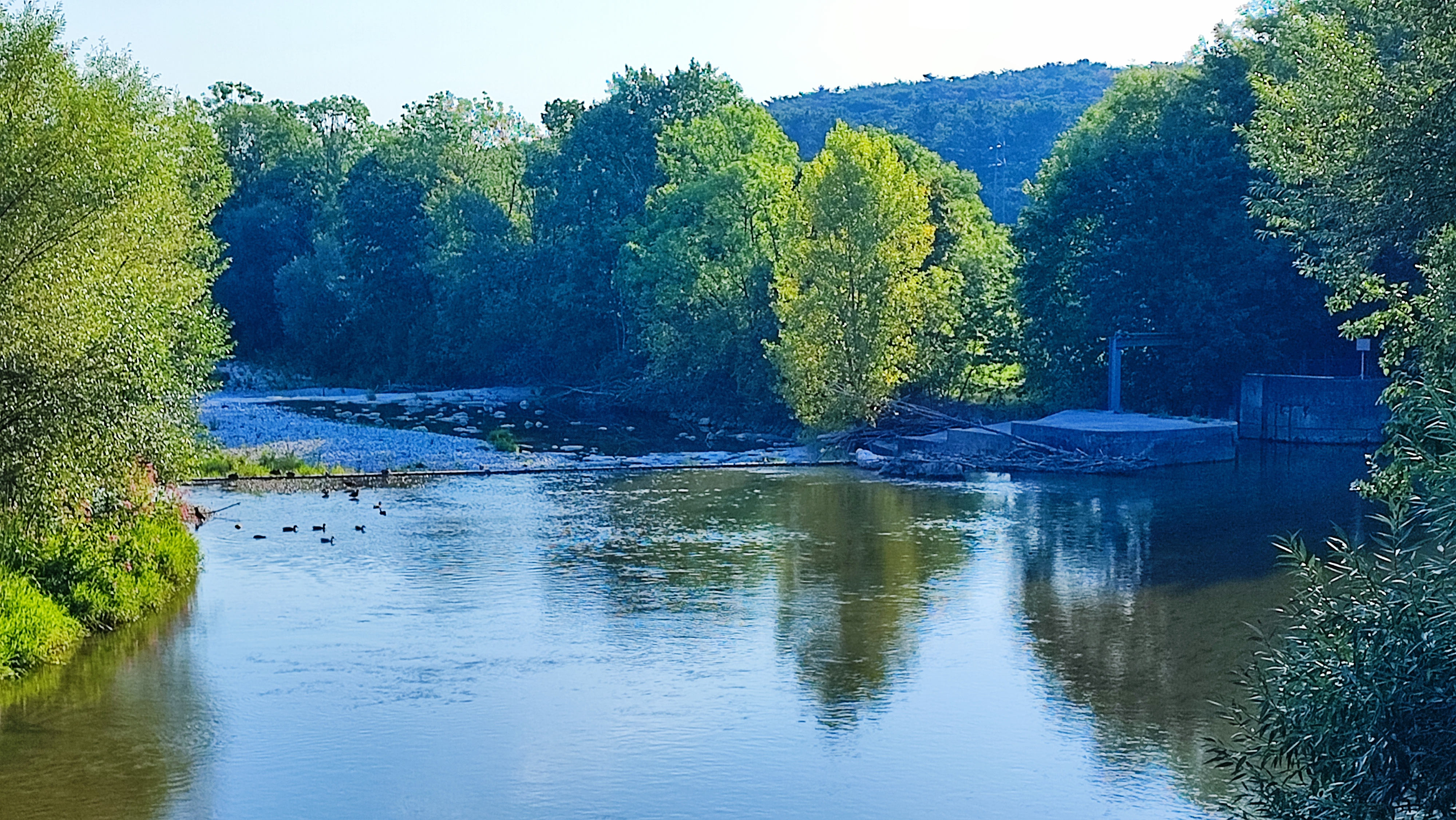
Ausleitung der Schwarza beim Dunkelsteiner Wehr in Werkskanal

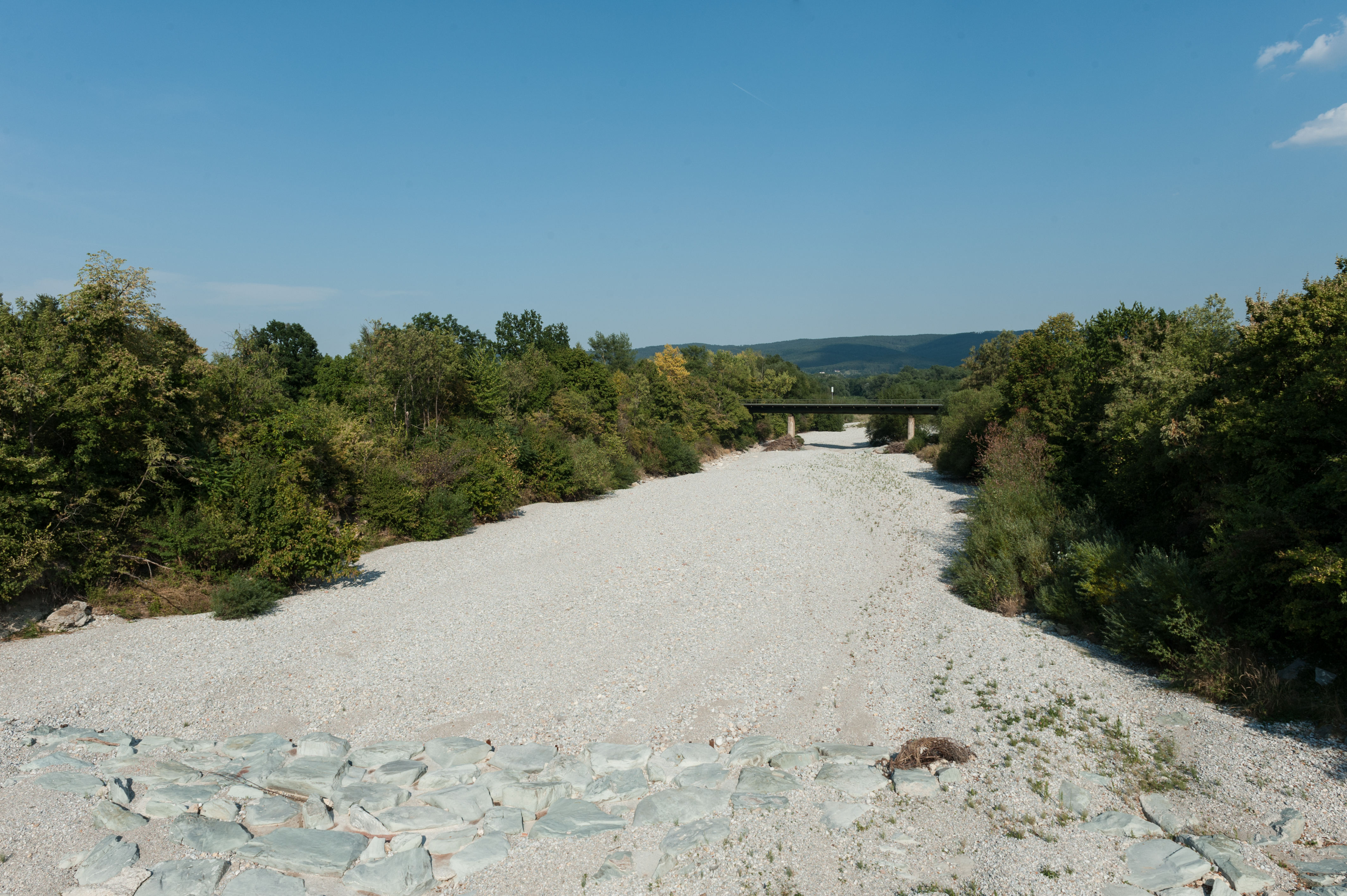
Schwarza bei Bad Erlach im Hitzesommer 2015

Die Schwarza zeichnet sich im Oberlauf durch Prallhänge, hohe Uferfelsen, Kiesbänke, Gumpen und tiefe Rinnen aus. Der Unterlauf bis Schwarzau am Steinfeld ist stark reguliert. Lediglich zwischen Schwarzau am Steinfeld und Bad Erlach kann sich die Schwarza in Mäandern wieder ausbreiten. Ab Loipersbach weist die Schwarza eine Versickerungsstrecke auf, wo der Großteil des Wassers in den kiesigen Untergrund des Steinfeldes versickert.
Das Flussbett ab dem Dunkelsteiner Wehr im Gemeindegebiet von Ternitz ist nur zur Zeit der Schneeschmelze und bei starken Regenfällen wasserführend. Das Wasser fließt durch mehrere Werkskanäle durch die Stadt Neunkirchen. Einige Kleinwasserkraftwerke werden hier betrieben.
Bei dem Peischinger (Land-)Wehr wird meist das gesamte Wasser der Schwarza (max. 7.000 Liter pro Sekunde) in den Kehrbach umgeleitet, um Kleinwasserkraftwerke der EVN zu betreiben.
Bei Starkregen, zur Zeit der Schneeschmelze und bei Gewittern kann die Schwarza kurzfristig zu einem reißenden Fluss anschwellen.
→ Flussregime der Leitha

### Bedeutung für Wirtschaft, Verbauung
Seine wirtschaftliche Bedeutung hatte der Fluss zunächst im Rahmen der Holzgewinnung. Das Holz der Wälder beiderseits der Schwarza wurde ab 1803 über die Schwarza und den Kehrbach nach Wiener Neustadt getriftet, dort auf Kähne verladen und über den Wiener Neustädter Kanal nach Wien gebracht.
Vorher wurde es bei der Windbrücke in großen Meilern zu Holzkohle verarbeitet. Anfang bis Mitte des 19. Jahrhunderts siedelten sich zahlreiche Fabriken, vor allem Papierfabriken, in der Region an.
Von den einst bedeutenden Papierfabriken ist heute nur mehr die Firma Mayr-Melnhof Karton (MM Karton) in Hirschwang in Betrieb. Zahlreiche Werksschließungen prägten vor allem das Arbeits- und Sozialleben der Region. So wurde nach der Stilllegung der Papierfabrik in Schlöglmühl eine Fernsehdokumentation mit dem Namen Postadresse 2640 Schlöglmühl über den Verfall der einstigen Papierhochburg gedreht.
Ebenso wird die Schwarza zur Stromerzeugung genützt. Zu diesem Zwecke wurden entlang der Schwarza mehrere Werkskanäle errichtet, durch die heute ein Großteil des Wassers der Schwarza fließt. Bei längerem Niederschlagsmangel kommt es am Unterlauf ab Ternitz immer wieder dazu, dass die Schwarza gänzlich trockenfällt. Das verletzt die EU-Richtlinie zur Durchgängigkeit der Fließgewässer (WRRL), die Ökologie bricht damit immer wieder zusammen, doch sind die Entnahmekontingente der Kleinwasserkraftwerke fixiert, sodass hierzu wenig Aussicht auf Verbesserung besteht. Die Problematik besteht an der Leitha schon seit dem 19. Jahrhundert.
Wasser aus dem Einzugsgebiet der Schwarza wird auch zur Trinkwasserversorgung Wiens verwendet, seit 1869–1873 die I. Wiener Hochquellenwasserleitung erbaut wurde.

## Verkehr
Im Gesamtverlauf des Flusses nutzt die B 27 Höllental Straße das Schwarzatal.
Zwischen Payerbach und Neunkirchen folgt die Semmeringbahn dem Verlauf der Schwarza. Zwischen Payerbach und Hirschwang an der Rax verkehrt die niederösterreichische Höllentalbahn (heute Museumsbahn).

## Naturraum
Typische Tierarten für die Schwarza sind: Fischotter, Gebirgsstelze, Graureiher, Mauerläufer, Wasseramsel, Äsche, Bachforelle, Koppe (Fisch) und seit kurzer Zeit auch wieder der Eisvogel.
Bemerkenswert ist weiters, dass im Bereich der Schwarza bei Kaiserbrunn die fischereiwirtschaftliche Nutzung von herkömmlichen Besatzmaßnahmen auf die Unterstützung des natürlichen Aufkommens umgestellt wurde. Besonders der Bestand der heimischen Bachforelle wird durch „Cocooning“ und „Artificial nests“ unterstützt. Das Ziel dieses Projekts ist der Aufbau einer bodenständigen und reproduktionsfähigen Fischfauna. Besonders der Einsatz von „artificial nests“ (das sind direkt in das Substrat eingebrachte Laichbetten) unterstützt das natürliche Aufkommen der Bachforelle.
Die Schwarzatalungen von Gschaiderwirt bei Rohr und Schwarzau im Gebirge bis nach Gloggnitz hinunter sind Teil des Natura-2000-Gebiets Nordöstliche Randalpen: Hohe Wand – Schneeberg – Rax (FFH-Gebiet), das im Bergland noch bis Ternitz hinaus zieht. Bis um Gloggnitz ist das gesamte Einzugsgebiet auch das Landschaftsschutzgebiet Rax–Schneeberg.

## Nebenbäche
Die Schwarza hat ein Einzugsgebiet von 717,7 Quadratkilometern. Die größten Zuflüsse sind:
| Name                | Mündungsseite     | Mündungsort   | Einzugsgebiet in km² |
| ------------------- | ----------------- | ------------- | -------------------- |
| Dürre Schwarza      | rechter Quellbach | Tiefental     | 003,6                |
| Grüne Schwarza      | linker Quellbach  | Tiefental     | 008,2                |
| Trauchbach          | rechts            |               | 014,7                |
| Zellenbach          | links             | Gschaiderwirt | 066,8                |
| Paxbach             | links             | Gschaiderwirt | 010,2                |
| Voisbach            | links             | Voismaut      | 028,0                |
| Nassbach            | rechts            | Singerin      | 080,1                |
| Großer Kesselgraben | rechts            |               | 010,2                |
| Klausgraben         | links             |               | 011,1                |
| Preiner Bach        | rechts            | Hirschwang    | 041,2                |
| Lackabodengraben    | links             | Reichenau     | 018,3                |
| Payerbachgraben     | rechts            | Payerbach     | 005,6                |
| Auebach             | rechts            | Gloggnitz     | 051,8                |
| Syhrnbach           | rechts            | Enzenreith    | 012,0                |
| Stuppachgraben      | links             | Stuppach      | 016,7                |
| Saubachgraben       | links             | Wimpassing    | 015,1                |
| Sierning            | links             | Ternitz       | 113,6                |
| Tobelbach           | rechts            | Loipersbach   | 025,6                |